# Andre Wisdom
Andre Alexander Shaquille Wisdom (* 9. Mai 1993 in Leeds) ist ein englischer Fußballspieler, der auch die jamaikanische Staatsbürgerschaft besitzt. Er spielte zuletzt in England für Derby County.

## Karriere

### Verein
Wisdom startete seine Karriere in der Jugendabteilung von Bradford City. 2008 wurde er vom FC Liverpool verpflichtet. Am 20. September 2012 debütierte er für Liverpool beim 5:3-Auswärtserfolg bei Young Boys Bern in der UEFA Europa League 2012/13. Nur neun Tage später bestritt er seinen ersten Premier League Einsatz beim 5:2-Sieg bei Norwich City. Bis zum Saisonende der Premier League 2012/13 bestritt er weitere elf Ligaspiele.
Am 9. Januar 2013 unterzeichnete der 19-Jährige einen langjährigen Kontrakt mit dem FC Liverpool.
Nachdem er in der Hinrunde der Premier League 2013/14 nur in zwei Ligaspielen zum Einsatz gekommen war, wechselte Wisdom im Oktober 2013 auf Leihbasis zum Zweitligisten Derby County. Dort konnte er sich durchsetzen und kam auf 34 Einsätze (alle in der Startelf) in der Football League Championship.
Für die Saison 2014/15 wurde Wisdom an West Bromwich Albion ausgeliehen. Zur Saison 2015/16 wurde er an Norwich City weiterverliehen.
Im August 2016 wurde er an den österreichischen Bundesligisten FC Red Bull Salzburg verliehen.
Zur Saison 2017/18 kehrte er zu Derby County zurück. Sein Vertrag endete dort nach Ablauf der Saison 2020/21.

### Nationalmannschaft
Nachdem er zuvor bereits für verschiedene englische Jugendauswahlmannschaften aktiv gewesen war, wurde Andre Wisdom im Sommer 2013 von Stuart Pearce für den englischen Kader für die U-21-Fußball-Europameisterschaft 2013 in Israel nominiert. Wisdom bestritt die letzten zwei Gruppenspiele gegen Norwegen und Gastgeber Israel, er scheiterte mit der englischen U-21 jedoch bereits in der Vorrunde.

## Persönliches
Wisdoms Cousin ist der jamaikanische Turmspringer Yona Knight-Wisdom.

## Erfolge
- Österreichischer Meister: 2017
- Österreichischer Cupsieger: 2017